# Домашка (село)
Дома́шка — село в Кинельском районе Самарской области России. Административный центр сельского поселения Домашка.

## География
Село находится в центральной части Самарской области, в пределах Высокого Заволжья, в степной зоне, на левом берегу реки Самара, вблизи места впадения в неё одноимённой реки, на расстоянии примерно 24 км (по прямой) к юго-востоку от Кинеля, административного центра района. Абсолютная высота — 40 м над уровнем моря.
Климат
Климат характеризуется как умеренно континентальный, с холодной малоснежной зимой и жарким сухим летом. Среднегодовая температура воздуха — 3,8 °С. Средняя температура воздуха самого тёплого месяца (июля) — 28,4 °C (абсолютный максимум — 40 °C); самого холодного (января) — −14 °C (абсолютный минимум — −40 °C). Среднегодовое количество атмосферных осадков составляет 470 мм, из которых 290 мм выпадает в период с июня по октябрь. Снежный покров держится в течение 140—150 дней.
Часовой пояс
Село Домашка, как и вся Самарская область, находится в часовой зоне МСК+1. Смещение применяемого времени относительно UTC составляет +4:00.

## Население
| 2010 |
| ---- |
| 2757 |

Половой состав
По данным Всероссийской переписи населения 2010 года в гендерной структуре населения мужчины составляли 48,3 %, женщины — соответственно 51,7 %.
Национальный состав
Согласно результатам переписи 2002 года, в национальной структуре населения русские составляли 83 % из 2308 чел.

## Известные уроженцы
- Кудашов, Владислав Серафимович (род. 1932) — советский и российский деятель культуры. Заслуженный работник культуры РСФСР.